# Panpsykism
Panpsykism är en lära som hävdar att allt är besjälat.
Panpsykismen hävdar att allt i universum besitter en psykisk natur analog till människans, och att all materia innehåller en aspekt eller komponent av medvetande. Den anförs ofta som lösning på det så kallade kropp-själ-problemet, eller dess modernare formulering det svåra problemet. En av dess främsta försvarare inom modern medvetandefilosofi är Thomas Nagel.